# Ivica Bošnjak
Ivica Bošnjak (Petrovaradin, 15. lipnja 1950. – Split, 29. ožujka 2015.) bio je hrvatski fotograf, video-umjetnik, televizijski i filmski producent.

## Životopis
Ivica Bošnjak je u Splitu završio osnovnu i srednju školu, kao i višu elektrotehničku školu. Filmom i videom profesionalno se bavi od 1970. godine pri Kino klubu Split te na temelju filmskog djelovanja 1978. godine stječe zvanje majstor amaterskog filma. Od 1977. godine redovni je član Hrvatskog društva filmskih djelatnika. Od 1978. do 1983. godine djeluje kao producent Marjan filma iz Splita, da bi mu 1985. godine bio dodijeljen status umjetnika pri Zajednici umjetnika Hrvatske. Jedan je od osnivača prve nezavisne televizijske postaje u Hrvatskoj TV Marjan. Za vrijeme Domovinskog rata od 1991. odlukom Kriznog stožera u Splitu postavljen je za producenta navedene televizije koja jedina u tom razdoblju proizvodi vlastiti program i reemitira satelitski program HRT-a na splitskom području. Dugogišnji je član Kino kluba Split i predavač u filmskoj školi.

## Fotografija
Ivica Bošnjak fotografije je izlagao od 1971. godine kao član Fotokluba Split. Godine 1975. postaje poznat po fotografiji Boomerang objavljenoj u Izboru iz zbirke hrvatske amaterske fotografije u katalogu izložbe Fotokluba Zagreb. Samostalne izložbe održao je 1977. godine u Senti te 1987. godine u Splitu pod nazivom "Portreti i portreti". Posljednju izložbu nazvanu "Povratak" održao je 2007. godine u Fotoklubu Split.

## Vanjske poveznice
- split.com.hr – Posljednje zbogom kolegi Ivici Bošnjaku
- Slobodna Dalmacija.hr – Marko Njegić: »PAZI, SNIMA SE Ivica Bošnjak: Biti filmaš u Splitu? E, to ne bih nikome preporučio!«